# العلاقات الأسترالية الإيرانية
العلاقات الأسترالية الإيرانية هي العلاقات الثنائية التي تجمع بين أستراليا وإيران.

## مقارنة بين البلدين
هذه مقارنة عامة ومرجعية للدولتين:
| وجه المقارنة                                              | أستراليا                                   | إيران                    |
| --------------------------------------------------------- | ------------------------------------------ | ------------------------ |
| المساحة (كم2)                                             | 7.69 مليون                                 | 1.65 مليون               |
| عدد السكان (نسمة)                                         | 24.51 مليون                                | 79.97 مليون              |
| الكثافة السكانية (ن./كم²)                                 | 3.19                                       | 48.47                    |
| العاصمة                                                   | كانبرا، ملبورن                             | طهران                    |
| اللغة الرسمية                                             | لغة إنجليزية                               | لغة فارسية               |
| العملة                                                    | دولار أسترالي، جنيه إسترليني، جنيه أسترالي | ريال إيراني              |
| الناتج المحلي الإجمالي (بليون دولار)                      | 1.32 تريليون                               | 439.51 مليار             |
| الناتج المحلي الإجمالي (تعادل القوة الشرائية) بليون دولار | 1.10 تريليون                               | 1.36 تريليون             |
| الناتج المحلي الإجمالي الاسمي للفرد دولار أمريكي          | 56.31 ألف                                  |                          |
| الناتج المحلي الإجمالي للفرد دولار أمريكي                 | 45.92 ألف                                  |                          |
| مؤشر التنمية البشرية                                      | 0.939                                      | 0.766                    |
| رمز المكالمات الدولي                                      | +61                                        | +98                      |
| رمز الإنترنت                                              | .au                                        | .ir،                     |
| المنطقة الزمنية                                           |                                            | ت ع م+03:30، توقيت إيران |

## منظمات دولية مشتركة
يشترك البلدان في عضوية مجموعة من المنظمات الدولية، منها:
| علم المنظمة | اسم المنظمة                        | تاريخ انضمام أستراليا | تاريخ انضمام إيران |
| ----------- | ---------------------------------- | --------------------- | ------------------ |
|             | يونسكو                             | 4 نوفمبر 1946         | 6 سبتمبر 1948      |
|             | الفريق المعني برصد الأرض           | ?                     | ?                  |
|             | مؤسسة التمويل الدولية              | 20 يوليو 1956         | 28 ديسمبر 1956     |
|             | منظمة حظر الأسلحة الكيميائية       | ?                     | ?                  |
|             | مؤسسة التنمية الدولية              | 24 سبتمبر 1960        | 10 أكتوبر 1960     |
|             | وكالة ضمان الاستثمار متعدد الأطراف | 10 فبراير 1999        | 15 ديسمبر 2003     |
|             | الاتحاد البريدي العالمي            | ?                     | ?                  |
|             | منظمة الشرطة الجنائية الدولية      | ?                     | ?                  |
|             | الأمم المتحدة                      | 1 نوفمبر 1945         | 24 أكتوبر 1945     |
|             | البنك الدولي للإنشاء والتعمير      | 5 أغسطس 1947          | 29 ديسمبر 1945     |
|             | المنظمة الهيدروغرافية الدولية      | ?                     | ?                  |

## أعلام
هذه قائمة لبعض الشخصيات التي تربطها علاقات بالبلدين:
- دانييل أرزاني (لاعب كرة قدم أسترالي، 4 يناير 1999[25] – )
- شكوفه كاواني (1970 – )

## وصلات خارجية
- موقع وزارة الخارجية الأسترالية
- موقع وزارة الخارجية الإيرانية